# Stamford (Nebraska)
Stamford é uma vila localizada no estado americano de Nebraska, no Condado de Harlan.

## Demografia
Segundo o censo americano de 2000, a sua população era de 202 habitantes.
Em 2006, foi estimada uma população de 186, um decréscimo de 16 (-7.9%).

## Geografia
De acordo com o United States Census Bureau, a localidade tem uma área de 1,2 km², sem área coberta por água. Stamford localiza-se a aproximadamente 624 m acima do nível do mar.

## Localidades na vizinhança
O diagrama seguinte representa as localidades num raio de 24 km ao redor de Stamford.